# Leo Geerts
Leo Geerts (Doel, 18 februari 1935 - Deurne, 17 augustus 1991) was een Belgisch Nederlandstalig schrijver en recensent.

## Levensloop
Geerts was de derde van vier kinderen in het arbeidersgezin van Gerard Geerts en Anna Huygen. Hij trouwde in 1961 met Rika Heymans (°1938), lerares Nederlands, kunstgeschiedenis en Engels in een Steinerschool en ze kregen twee dochters. Dochter Hank Geerts (°1962) werd slaviste, literair vertaalster uit het Tsjechisch en Slowaaks, ging in Amsterdam wonen waar ze verbonden werd aan het Internationaal Instituut voor Sociale Geschiedenis. Dochter Ina Geerts (°1965° ) studeerde aan de Studio Herman Teirlinck en is actrice voor theater en film: Needcompany, Ultima Vez, De Parade, Wooshing Machine, film 'Een ander zijn geluk' 'Bo' 'Adem' 'Blind' 'Blush'.
Geerts studeerde Germaanse filologie in Leuven en werd in 1959 leraar Nederlands, Engels en Duits in Westmalle. In 1971 werd hij docent Engels aan het Provinciaal Hoger Instituut voor Toegepaste Communicatie (nu onderdeel van de Plantijn Hogeschool) in Antwerpen. Hij ging er in maart 1990 met vervroegd pensioen. Hetzelfde jaar werd longkanker vastgesteld. Hij werd begraven op Schoonselhof in Antwerpen.
Geerts schreef gedichten, verhalend proza en toneelstukken. Soms schreef hij onder de pseudoniemen Mike Adams en Marcel Van der Linden.
Van 1965 tot aan zijn dood was hij literatuurrecensent bij verscheidene tijdschriften. Gedurende twintig jaar was hij verbonden aan De Nieuwe, het onafhankelijk weekblad dat in Brussel verscheen. Eerst was hij er tv-criticus en vanaf 1 januari 1965 tot 28 juni 1984 literatuurrecensent.

## Briefwisseling
Bij Geerts resulteerde het schrijven van een recensie of het opstellen van een uitgebreid portret van een auteur vaak in een uitvoerige briefwisseling. Samen met zijn gehele literaire nalatenschap bevindt deze correspondentie zich in het AMVC-Letterenhuis in Antwerpen. Uit deze omvangrijke correspondentie selecteerden de erven enkele brieven aan auteurs, aan debutanten, aan redacties, of aan wie hem om informatie vroeg. Deze brieven werden onder de titel Brieven van Leo Geerts, mentor gebloemleesd in het literair tijdschrift Deus ex Machina (nummer 122, september 2007, jaargang 31, p.100-111). 
De honderden brieven van Geerts laten zien hoe hij, soms mild, soms scherp, vaak ook zonder zichzelf te sparen, de wereld van literatuur en journalistiek beoordeelde en hoe hij binnen deze wereld heel zelfstandig in functioneerde.

## Publicaties
- Loeders (1975), eerste roman in een trilogie (over de teloorgang van het kerncentraledorp Doel)
- De bezetting van R.B.P., (1979)
- Ulrike, een antieke tragedie, (1979), libretto voor een muziekdrama (over de geschiedenis van de Baader-Meinhofgroep)
- De Bloedkermis, of het dagelijks leven in Vlaanderen na de grote Franse Revolutie, (1982)
- Pagadders (1982), roman (trilogie)
- Dadaders (1983), roman (trilogie)
- Helman en Cairo. Een indiaanse en een zwarte visie op Suriname (1984)
- Switi Sranan, Bigi Kondre. Zoet Suriname, Groot Land (1987)
- Een held die armoe zaait (1988), autobiografische novelle
- De mentor (1988), onder pseudoniem Marcel Van der Linden (een persiflage op De pupil van Harry Mulisch.
- Ik Rusland (1989)
- Sapfo's lief (1991)
- Het gras in de duinen, 1993